# Símun
Símun oder Simon war um 1350 Løgmaður der Färöer.
Lange Zeit wusste man nichts über die Løgmenn vor 1524, bis in der Königlichen Bibliothek zu Stockholm das Kongsbók (wieder)entdeckt wurde, in dem einige Løgmenn nach Sjúrðurs Zeit (um 1300) verzeichnet waren. Símun war der erste in dieser Reihe.